# سیارک ۲۳۷۱۲
سیارک ۲۳۷۱۲ (به انگلیسی: 23712 Willpatrick، نامگذاری:1998AA) بیست و سه هزار و هفتصد و دوازدهمین سیارک کشف شده‌است که در ۱ ژانویه ۱۹۹۸ کشف شد.